# Erupció per fàrmac
En medicina, una erupció per fàrmac és una reacció adversa a un medicament en la pell. La majoria de les reaccions cutànies induïdes per fàrmacs són lleus i desapareixen quan es retira el medicament que la ocasiona. Aquestes s'anomenen erupcions per fàrmacs "simples". No obstant això, les erupcions més greus poden estar associades a lesions en òrgans com ara el dany al fetge o al ronyó i es classifiquen en "complexes". Els fàrmacs també poden causar canvis en el cabell i les ungles, afectar les mucoses o provocar picor sense canvis exteriors a la pell.
L'ús de productes farmacèutics sintètics i biofarmacèutics en medicina ha revolucionat la salut humana, cosa que ens permet viure més temps. En conseqüència, l'adult humà mitjà està exposat a molts medicaments durant períodes de tractament més llargs durant tota la vida. Aquest augment sense precedents de l'ús farmacèutic ha provocat que s'observi un nombre creixent de reaccions adverses pels medicaments.
Hi ha dues grans categories de reaccions adverses als medicaments. Les reaccions de tipus A són conegudes com a efectes secundaris d'un medicament que són àmpliament previsibles i s'anomenen farmacotoxicològiques. Mentre que les reaccions de tipus B o d'hipersensibilitat, són sovint mediades per la immunitat i reproduïbles amb exposició repetida a dosis normals d'un determinat medicament. A diferència de les reaccions de tipus A, el mecanisme de les reaccions de tipus B o d'hipersensibilitat no està completament aclarit. Tanmateix, hi ha una interacció complexa entre la genètica heretada d'un pacient, la farmacotoxicologia del fàrmac i la resposta immunitària que en última instància dona lloc a la manifestació d'una erupció pel medicament.
Com que la manifestació d'una erupció per fàrmacs és complexa i altament individual, hi ha molts subcamps en medicina que estudien aquest fenomen. Per exemple, el camp de la farmacogenòmica pretén evitar que es produeixin reaccions adverses severes a fàrmacs mitjançant l'anàlisi del risc genètic heretat d'una persona. Com a tal, hi ha exemples clínics d'al·lels genètics heretats que es coneixen per predir la hipersensibilitats als fàrmacs i per als quals es disposa de proves diagnòstiques.
Alguns dels exemples d'erupcions per fàrmacs més greus i que poden posar en perill la vida són eritema multiforme, síndrome de Stevens-Johnson, necròlisi epidèrmica tòxica, vasculitis per hipersensibilitat, síndrome d'hipersensibilitat induïda per fàrmacs (DIHS), eritroderma i pustulosi exantemàtica generalitzada aguda. Aquestes erupcions cutànies severes es categoritzen com a reaccions d'hipersensibilitat i estan mediades per la immunitat.

## Classificació
Hi ha quatre tipus de reaccions d'hipersensibilitat i molts medicaments poden induir una o més reaccions d'hipersensibilitat:
| Reacció   | Descripció            | Mediador      | Mecanisme                                                                                             | Fenotip clínic |
| --------- | --------------------- | ------------- | --- | --- |
| Tipus I   | Immediat              | IgE           | L'antigen s'uneix als receptors de superfície dels mastòcits/basòfils                                 | Urticària, anafilaxi, angioedema |
| Tipus II  | Mediat per anticossos | IgM, IgG      | L'anticòs s'uneix a l'antigen que condueix a una lisi cel·lular mitjançant el complement              | Trombocitopènia induïda per fàrmac, anèmia hemolítica, síndrome de Goodpasture, vasculitis associada a ANCA                                                                                      |
| Tipus III | Immunocomplexos       | IgM, IgG, IgA | Dipòsits de complexos antigen-anticòs amb la concentració de leucòcits en els teixits                 | Malaltia del sèrum, púrpura de Schönlein-Henoch |
| Tipus IV  | Tipus retardat        | limfòcits T   | Els limfòcits T activats produeixen citocines que causen inflamació i duen a la destrucció de teixits | Reacció als fàrmac amb eosinofília i símptomes sistèmics (és a dir, síndrome DRESS o DIHS), síndrome de Stevens-Johnson, necròlisi epidèrmica tòxica, pustulosi exantemàtica aguda generalitzada |